# Vitalic
Vitalic, właśc. Pascal Arbez-Nicolas (ur. 1976) – francuski DJ, producent i remikser muzyki elektronicznej.

## Twórczość
Pascal Arbez-Nicolas inspiruje się utworami: The White Stripes, Giorgio Moroder, Daft Punk, Sparks, Fad Badget, Valerie Dore, Crash Course in Science i innych.
Francuz tworząc swoją muzykę korzysta z programu Brigitte, który służy do generowania wokali.
Początek twórczości francuskiego muzyka przypada na rok 1996 – wówczas wydał on pierwszego nieoficjalnego singla. Pierwsze wydawnictwa muzyczne ograniczały się do podziemnej sceny muzycznej. Współpracował wówczas z niezależną wytwórnią Citizen Records i występował m.in. jako Dima, Hustler Pornstar, czy po prostu Pascal Arbez (lub jeszcze krócej – Arbez).
Następnie poznał Hackera oraz DJ Hella. Około 2001 r. ostatecznie rozpoczął występować jako Vitalic i rozpoczął współpracę z wytwórnią International DeeJay Gigolo Records (pod kierownictwem Hella). Zaowocowała ona pierwszym minialbumem – Poney EP, który okazał się pierwszym komercyjnym sukcesem Francuza. Utwory składające się na to wydawnictwo (Poney Part 1 & 2, La Rock 01 oraz You Prefer Cocaine) uznawane są przez wielu za jedno z największych osiągnięć artysty.
Debiutancki album francuskiego twórcy – OK Cowboy został wydany w 2005 przez wytwórnię Different. Z płyty tej pochodzą takie utwory jak: My Friend Dario, No Fun (oba wydane jako single CD i 12"), czy Woo (wydany na winylu Fanfares) oraz utwory z Poney EP. Ponadto ukazał się ponad 12-minutowy mix albumu – Mix From The Debut Album „OK Cowboy”.
W 2007 ukazał się album koncertowy – V Live. Został on nagrany w październiku 2006 w brukselskim Ancienne Belgique. Krążek ukazał się w formie digipaka w limitowanej ilości 5000 kopii.
Cztery lata po debiutanckim krążku ukazał się drugi album studyjny – Flashmob. Krążek, którego premiera miała miejsce 28 września 2009, został wydany ponownie przez label Different/[PIAS], z którym Francuz współpracuje nieprzerwanie od 2004 (12": Fanfares). Jego zapowiedzią był utwór Your Disco Song, który ukazał się w sierpniu 2009 na minialbumie Disco Terminateur EP.

## Dyskografia

### Albumy
- 2005: OK Cowboy
- 2007: V Live
- 2009: Flashmob
- 2012: Rave Age
- 2017: Voyager

### Single – EP
- 2001 : Poney EP (International Deejay Gigolo Records)
- 2001 : Vital Ferox – Absolut avec Alessandro Farac (alias Al Ferox)
- 2002 : A Number of Names – Shari Vari (The Hacker & Vitalic Remix) (International Deejay Gigolo Records)
- 2003 : To L’An-fer From Chicago (12") (Error 404)
- 2004 : Fanfares (12") (Different Records)
- 2005 : Mix From The Debut Album OK Cowboy (Different Records)
- 2005 : My Friend Dario (Different Records)
- 2005 : No Fun (Different Records)
- 2006 : Bells EP (Different Records)
- 2009 : Disco Terminateur EP (Citizen Records)
- 2009 : Poison Lips EP (Citizen Records)
- 2010 : Second Lives (Citizen Records)
- 2012 : Stamina
- 2013 : Fade away
- 2016 : Film Noir EP (Correspondant Records/Citizen Records)

### Remiksy
- A Number of Names – Shari Vari (The Hacker & Vitalic Remix) (International Deejay Gigolo records / 2002)
- Manu le Malin – Ghost train (Vitalic remix) (Bloc 46 records / 2002)
- Giorgio Moroder – The Chase (PIAS / 2003)
- Daft Punk – Technologic (Virgin records / 2005)
- Röyksopp feat. Karin Dreijer – What Else Is There? (2005)
- Björk – Who is it (2005)
- Teenage Bad Girl – Hands Of A Stranger (2007)
- Agoria – La 11e Marche (Cosmo Meets Vitalic Remix) (PIAS / 2008)
- Aphex Twin – Windowlicker (PIAS / 2008)
- Demon vs Heartbreaker – You Are My High (Vitalic Version) (PIAS / 2008)
- Detroit Grand Pubahs & Dave The Hustler – Go Ahead (PIAS / 2008)
- Lady B – Swany (PIAS / 2008)
- Miss Kittin & The Hacker – 1982 (PIAS / 2008)
- The Hacker – Fadin’ Away (Dima Remix) (Goodlife / 2000 – PIAS / 2008)
- Useless – Red X (Dima Cymbalistic Remix) (PIAS / 2008)
- Basement Jaxx – Cish Cash (PIAS / 2008)
- Bolz Bolz – Take A Walk (Neo-Romantic Dima Mix) (PIAS / 2008)
- Codec & Flexor – Time Has Changed (PIAS / 2008)
- Crash Course In Science – Cardboard Lamb (PIAS / 2008)
- Elegia – The Essence Of It (Dima Mix) (PIAS / 2008)
- Kiki – Atomic (PIAS / 2008)
- Moby – Go (PIAS / 2008)
- Scratch Massive – Ice Breaker (Dima Remix) (PIAS / 2008)
- Slam feat. Dot Allison – Visions (PIAS / 2008)
- Birdy Nam Nam – The Parachute Ending (2009)
- Jean Michel Jarre – La Cage & Erosmachine (2010)
- Amadou & Mariam – Sabali (2010)
- Crystal Castles – Suffocation (2011)
- The Dø – Slippery Slope (2011)
- Paul Kalkbrenner – Altes Kammufel